# Jules Feller

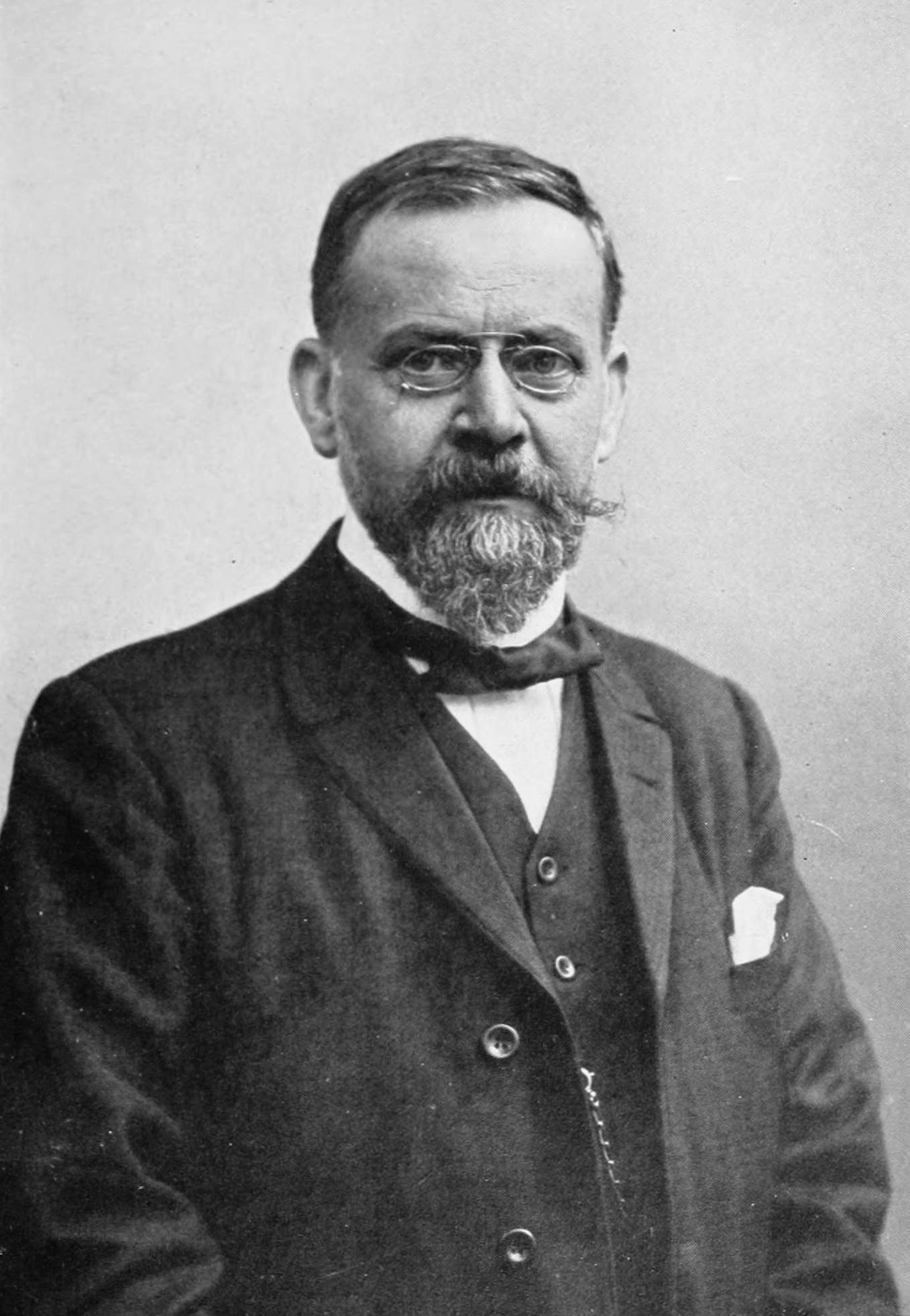
Jules Feller

Jules Feller (* 4. November 1859 in Roubaix; † 29. April 1940 in Verviers) war ein belgischer Romanist,  Wallonist und Dialektologe.

## Leben und Werk
Feller war bis zu seiner Pensionierung 1919 Gymnasiallehrer in Verviers. In dieser Zeit forschte er in der wallonischen Dialektologie, machte sich um die Normierung der wallonischen Orthographie verdient, arbeitete mit Auguste Doutrepont und Jean Haust am Projekt eines Dictionnaire général de la langue wallonne, das sich als undurchführbar erwies, und gab mit den gleichen Kollegen ab 1906 das Bulletin du Dictionnaire général de la langue wallonne heraus. 1920 wurde er in die neu gegründete Académie royale de langue et de littérature françaises de Belgique berufen und bekam gleichzeitig an der Universität Lüttich einen Lehrstuhl für wallonische Literaturgeschichte, den er bis 1930 besetzte.

## Werke
- Le patois gaumet (Dialecte du Luxembourg meridional). I, Phonètique du gaumet et du wallon comparés, Lüttich 1897
- Essai d’orthographe wallonne, Lüttich 1900
- Règles d'orthographe wallonne adoptées par la Société liégeoise de littérature wallonne, 2. Auflage, Lüttich 1905
- Notes de philologie wallone, Lüttich 1912 (mit Schriftenverzeichnis)
- (Hrsg.) Oeuvres lyriques du poète wallon Martin Lejeune, Lüttich 1923
- Traité de versification wallonne, Lüttich 1928
- (Hrsg. mit Jean Wisimus) Anthologie des poètes wallons verviétois, Verviers 1928
- Français et dialectes chez les auteurs belges du moyen âge, Tongeren 1931
- Le Bethléem verviétois. Une survivance d'ancien théâtre religieux de marionnettes, 3. Auflage, Verviers 1931
- Toponymie de la commune de Jalhay, Lüttich 1936